# ブラザーミュージアム

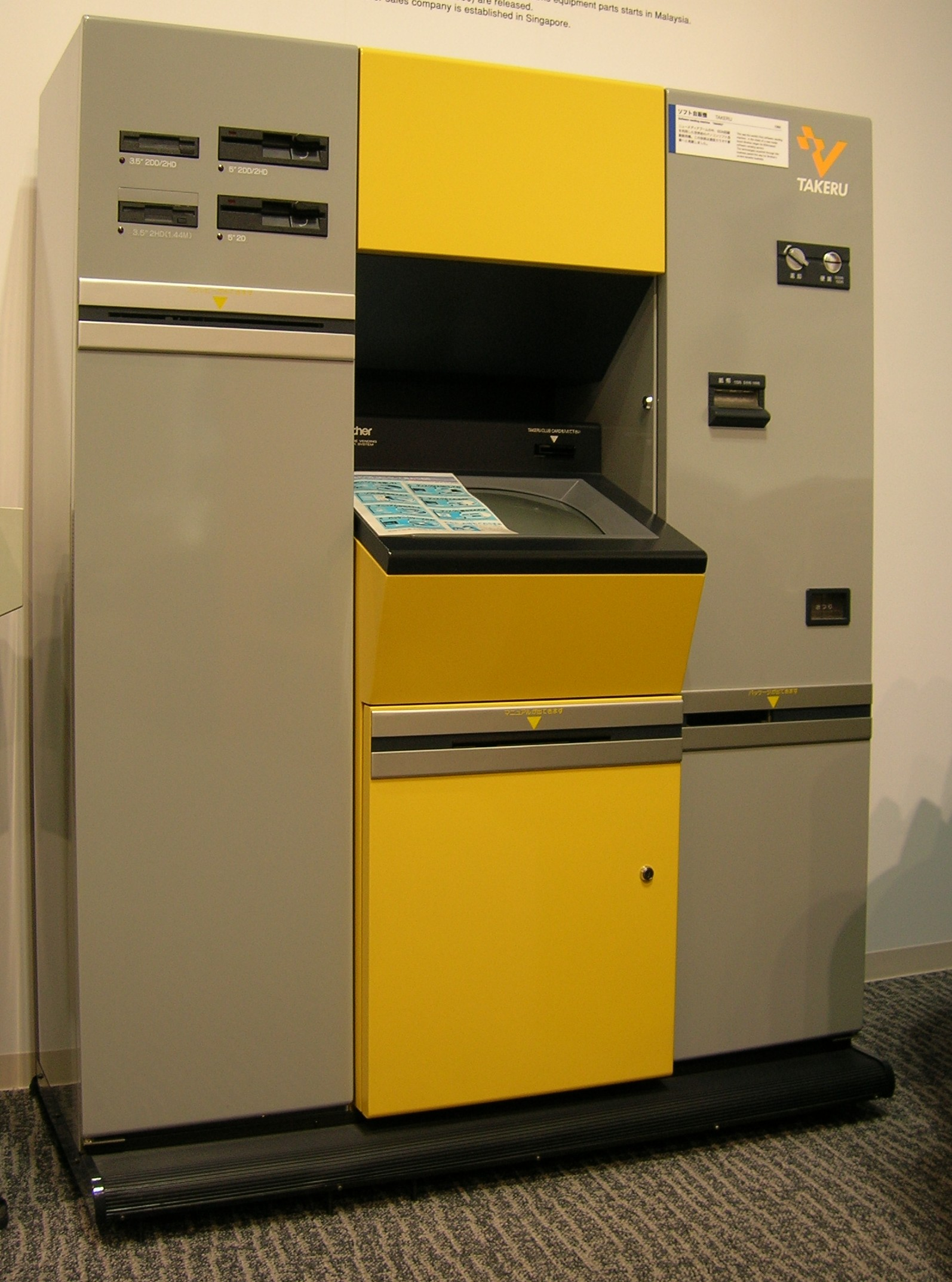
ヒストリーゾーンに展示されているソフトベンダーTAKERU（3代目）

ブラザーミュージアムは、愛知県名古屋市瑞穂区にあるブラザー工業の運営する展示施設である。

## 概要
2005年（平成17年）3月に「ブラザーコミュニケーションスペース」としてオープンしたブラザー工業の展示施設。館内はエントランス、ワークスタイル提案ゾーン、コミュニケーションゾーン、ヒストリー&テーマゾーンに分かれており、ワークスタイル提案ゾーンではプリンター、ファクシミリ、電子文具や通信カラオケなど情報通信機器の展示が行われている。コミュニケーションゾーンには大画面スクリーンが設置されており会社案内の映像が流されているが、新製品の発表やプレゼンテーションなどにも利用される。
このほか、ヒストリー&テーマゾーンでは過去の製品から最新の製品まで「メカ技術による多角化の時代」、「メカトロニクスの時代」、「ネットワークコンテンツの時代」、「グローバルビジョン21達成に向けて」の各時代ごとに実物展示が行われているほか、企画展も行われている。
2018年（平成30年）1月22日には、名称の変更および一部展示のリニューアルなどが行われた。

## 利用案内
- 開館時間 : 10：00 - 17：00（入館は16：30まで）
- 休館日 : 日曜日および祝日ブラザー工業の休業日
- 入館料 : 無料

## 交通アクセス
- 名鉄名古屋本線「堀田駅」から徒歩で約2分。
- 名古屋市営地下鉄名城線「堀田駅」から徒歩で約3分。